# Heidesee
Heidesee ist eine amtsfreie Gemeinde im Nordosten des Landkreises Dahme-Spreewald in Brandenburg in Deutschland.

## Geografie
Heidesee liegt etwa 30 Kilometer südöstlich des Stadtzentrums von Berlin und zehn Kilometer östlich der ehemaligen Kreisstadt Königs Wusterhausen in einer Heidelandschaft mit Wäldern (vorwiegend Kiefernwäldern), Seen, Flüssen und Kanälen. Die Ortsteile umschließen die Blossiner Heide. Die Gemeinde liegt zwischen dem Wolziger See, dem Fluss Dahme und dem Oder-Spree-Kanal am Südrand des Berliner Urstromtals. Die Landschaft wurde durch die Weichseleiszeit (vor etwa 10.000 bis 20.000 Jahren) geformt.
Die Gemeinde Heidesee reicht im Norden von der Bundesautobahn 12 und der Grenze des Landkreises Dahme-Spreewald bis zur Bundesstraße 246 im Süden und von der Bundesstraße 179 im Westen bis zur Grenze des Landkreises Dahme-Spreewald im Osten.
Nachbargemeinden
An Heidesee grenzen folgende Gemeinden: Storkow (Mark), Tauche, Münchehofe, Groß Köris, Bestensee und Königs Wusterhausen.

## Gemeindegliederung
Heidesee untergliedert sich nach seiner Hauptsatzung in elf Ortsteile und vier bewohnte Gemeindeteile:
- Bindow
- Blossin
- Dannenreich
  - Gemeindeteil Friedrichshof
  - Gemeindeteil Wenzlow
- Dolgenbrodt
- Friedersdorf
- Gräbendorf
- Gussow
  - Gemeindeteil Friedrichsbauhof
- Kolberg
- Prieros
- Streganz
  - Gemeindeteil Klein-Eichholz
- Wolzig

Dazu kommen folgende Wohnplätze: Bergschäferei, Bindow-Dorf, Bindow-Süd, Dudel, Forsthaus Dubrow, Forsthaus Frauensee, Forsthaus Prieros, Forsthaus Sauberg, Kolberger Ablage, Neubrück-West, Pläns, Prieros-Ziegelei, Prierosbrück, Prieroser Mühle, Sandschäferei, Schliebenbusch, Siedlung am Dolgenhorst, Siedlung Uhlenhorst, Siedlung Waldfrieden, Streganz-Pechhütte, Streganzberg und Wolziger Kolonie.

## Geschichte
Die heutigen Ortsteile der Gemeinde gehörten seit 1817 zum Kreis Beeskow-Storkow (Gräbendorf und Gussow zum Kreis Teltow) in der preußischen Provinz Brandenburg. Im Jahr 1952 wurden die Orte in den Kreis Königs Wusterhausen im DDR-Bezirk Potsdam eingegliedert. Seit 1993 liegen sie im brandenburgischen Landkreis Dahme-Spreewald.
Die Gemeinde Heidesee entstand im Zuge der Gebietsreform am 26. Oktober 2003 aus dem freiwilligen Zusammenschluss der bis dahin selbstständigen Gemeinden Bindow, Blossin, Dannenreich, Friedersdorf, Kolberg und Prieros. Die Gemeinden Dolgenbrodt, Gräbendorf, Gussow, Streganz und Wolzig wurden zum selben Datum per Gesetz in die neu gebildete Gemeinde Heidesee eingegliedert. Gleichzeitig wurde das von 1992 bis 2003 existierende Amt Friedersdorf aufgelöst.

## Bevölkerungsentwicklung
| Jahr | Einwohner |
| ---- | --------- |
| 2003 | 7.069     |
| 2005 | 7.035     |
| 2010 | 7.039     |
| 2015 | 6.889     |
| 2020 | 7.091     |

| Jahr | Einwohner |
| ---- | --------- |
| 2021 | 7.163     |
| 2022 | 7.319     |
| 2023 | 7.339     |
| 2024 | 7.407     |

Daten des Amtes für Statistik Berlin-Brandenburg. Gebietsstand des jeweiligen Jahres, Einwohner: Stand 31. Dezember, ab 2011 auf Basis des Zensus 2011, ab 2022 auf Basis des Zensus 2022

## Politik

### Gemeindevertretung
Die Gemeindevertretung von Heidesee besteht aus 18 Gemeindevertretern und dem hauptamtlichen Bürgermeister. Die Kommunalwahl am 9. Juni 2024 führte bei einer Wahlbeteiligung von 71,8 % zu folgendem Ergebnis:
| Partei / Wählergruppe                       | Stimmenanteil 2019 | Sitze 2019 |        | Stimmenanteil 2024 | Sitze 2024 |
| ------------------------------------------- | ------------------ | ---------- | ------ | ------------------ | ---------- |
| Bürger für Bürger                           | 17,7 %             | 3          | 24,1 % | 4                  |            |
| AfD                                         | 15,9 %             | 3          | 23,2 % | 4                  |            |
| Unabhängige Wählergruppe Heidesee           | 20,7 %             | 4          | 13,2 % | 3                  |            |
| CDU                                         | 12,8 %             | 2          | 10,4 % | 2                  |            |
| Die Linke                                   | 15,9 %             | 3          | 08,0 % | 2                  |            |
| SPD                                         | 09,1 %             | 2          | 07,4 % | 1                  |            |
| Unabhängige Wählergemeinschaft Friedersdorf | 08,0 %             | 1          | 06,3 % | 1                  |            |
| Einzelbewerber Andreas Beer                 | –                  | –          | 06,2 % | 1                  |            |
| FDP                                         | –                  | –          | 01,3 % | –                  |            |
| Insgesamt                                   | 100 %              | 18         | 100 %  | 18                 |            |

### Bürgermeister
- 2003–2019: Siegbert Nimtz[14]
- seit 2019: Björn Langner (Bürger für Bürger)

Langner wurde in der Bürgermeisterstichwahl am 22. September 2019 mit 53,9 % der gültigen Stimmen gewählt. Seine Amtszeit beträgt acht Jahre.

### Wappen
Das Wappen wurde am 3. Juni 2004 genehmigt.
Blasonierung: „Schräggeteilt von Gold und Blau, oben ein geädertes, grünes Eichenblatt mit Frucht, unten ein stehender silberner Reiher.“
Die Gemeinde Heidesee hat als Wappen das Wappen der vormals eigenständigen Gemeinde Gräbendorf übernommen.

## Sehenswürdigkeiten

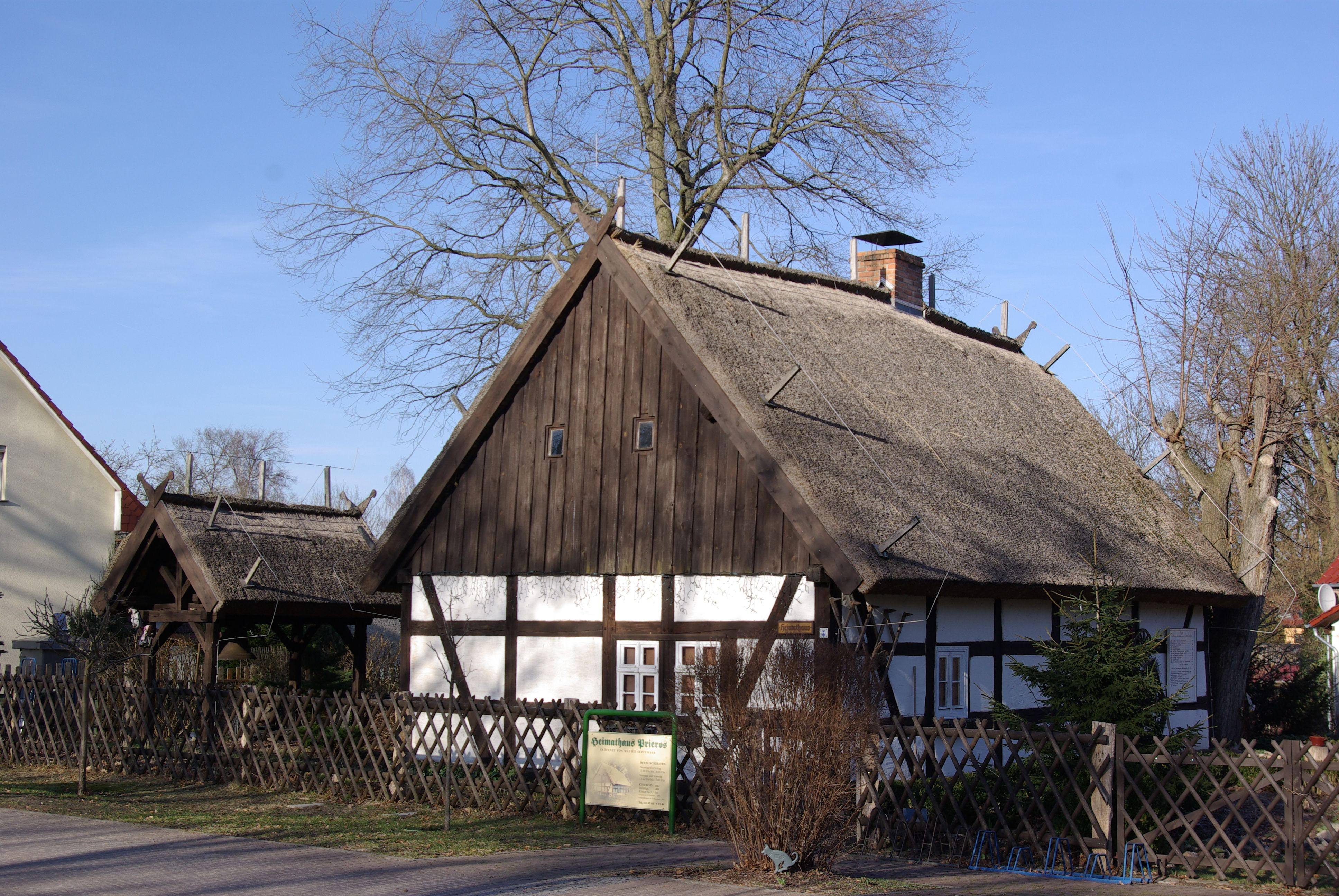
Heimatmuseum in Prieros

In der Liste der Baudenkmale in Heidesee und in der Liste der Bodendenkmale in Heidesee stehen die in der Denkmalliste des Landes Brandenburg eingetragenen Kulturdenkmale.
- Heimathaus Prieros
- Biogarten Prieros: biologischer Schau- und Lehrgarten
- Landschaftsschutzgebiet Dubrow
- Dorfkirche Friedersdorf: neugotische Backsteinkirche, 1878 bis 1880 nach einem Entwurf des Bauinspektors Deutschmann errichtet
- Dorfkirche Gräbendorf: 1350 errichtet, im Dreißigjährigen Krieg weitgehend zerstört, 1662 durch die Kirchengemeinde wieder aufgebaut
- Dorfkirche Prieros, eine neuromanische Saalkirche, die in den Jahren 1873 bis 1875 erbaut wurde. Im Innern steht unter anderem ein Ädikula-Altar aus der zweiten Hälfte des 17. Jahrhunderts.
- Naturpark Dahme-Heideseen
- Haus des Waldes Gräbendorf
- Floriansdorf KiEZ Frauensee
- Denkmal für die Opfer des Faschismus (1969) an der Hauptstraße/Kleinen Schauener Straße des Ortsteiles Wolzig

Naturdenkmale
- Naturpark Dahme-Heideseen

## Wirtschaft und Infrastruktur

### Verkehr
Heidesee liegt mit seinen Ortsteilen Gräbendorf und Prieros an der Bundesstraße 246 zwischen Zossen und Storkow. Die Anschlussstelle Friedersdorf der Bundesautobahn 12 Berlin–Frankfurt (Oder) befindet sich auf dem Gemeindegebiet.
Der Bahnhof Friedersdorf liegt an der Bahnstrecke Königs Wusterhausen–Grunow und wird von der Regionalbahnlinie 36 Königs Wusterhausen–Beeskow–Frankfurt (Oder) bedient.
Im Ortsteil Friedersdorf befindet sich ein Segelflugplatz (ICAO-Code EDCF).

### Tourismus
Im Gemeindegebiet gibt es zahlreiche Übernachtungsmöglichkeiten, insbesondere für Kinder- und Jugendreisen:
- Kinder- und Jugenderholungszentrum KiEZ Frauensee im OT Gräbendorf
- Kinder- und Jugenderholungszentrum KiEZ Hölzerner See im OT Gräbendorf
- Jugendbildungszentrum im OT Blossin
- Pfauenhof im OT Kolberg
- Kinder-, Jugend- u. Familiennaherholung im OT Prieros
- Gästehäuser der Berliner Stadtmission OT Gussow
- Kinderbauernhof im OT Gussow
- Ferien- und Freizeitzentrum im OT Blossin
- Fuchsbau im OT Prieros
- Kunterbuntehof im OT Streganz
- CVJM-Heim im OT Gussow

Mit diesen Einrichtungen hat Heidesee, gemessen an den Gesamtübernachtungszahlen, wohl den größten Anteil von Kinder- und Jugendreisen an den Gesamtübernachtungszahlen in Deutschland.

## Persönlichkeiten
Friedersdorf
- Andreas Thar (um 1570–um 1638), Pfarrer in Friedersdorf
- Emil Georg von Stauß (* 1887; † 1942), Banker, Manager, besaß das Forstgut Scaby b. Friedersdorf[19]

Gräbendorf
- Johann Georg Tinius (1764–1846), Theologe und Bibliomane, lebte in Gräbendorf

Kolberg
- Peter Reusse (1941–2022), Schauspieler und Schriftsteller, lebte in Kolberg
- Sigrid Göhler (* 1942), Schauspielerin, lebt in Kolberg

Prieros
- Anna Seghers (1900–1983), Schriftstellerin, Sommerwohnsitz in Prieros[20]
- Rita Schober (1918–2012), Romanistin und Literaturwissenschaftlerin, Sommerwohnsitz in Prieros
- Gerd König (1930–2009), Diplomat der DDR, lebte in Prieros
- Ulrich Hofmann (* 1931), Physiker, Sommerwohnsitz in Prieros
- Harry Ott (1933–2005), Diplomat der DDR, lebte in Prieros
- Herbert Meißner (1936–2022), Politiker (SPD), Abgeordneter des Bundestages, geboren in Prieros
- Peter Miethe (* 1944), Konteradmiral der Volksmarine der DDR, geboren in Prieros

Wolzig
- Arthur Koetz (1896–1953), Schriftsteller, lebte in Wolzig
- Lutz Jahoda (* 1927), Sänger und Entertainer, lebt seit 1964 in Wolzig[21]